# Gaston d'Orléans (1842-1922)
Pour les articles homonymes, voir Gaston d'Orléans.
Titres
Époux de la prétendante au trône du Brésil
5 décembre 1891 – 14 novembre 1921
(29 ans, 11 mois et 9 jours)
Époux de la princesse impériale du Brésil
15 octobre 1864 – 15 novembre 1889
(25 ans et 1 mois)
Signature
Gaston d’Orléans, comte d'Eu, né le 28 avril 1842, au château de Neuilly-sur-Seine, et mort à bord du vaisseau Massilia, dans l'océan Atlantique, le 28 août 1922, est un prince français, membre de la maison d’Orléans, petit-fils du roi Louis-Philippe Ier et époux de la princesse impériale Isabelle du Brésil.

## Biographie

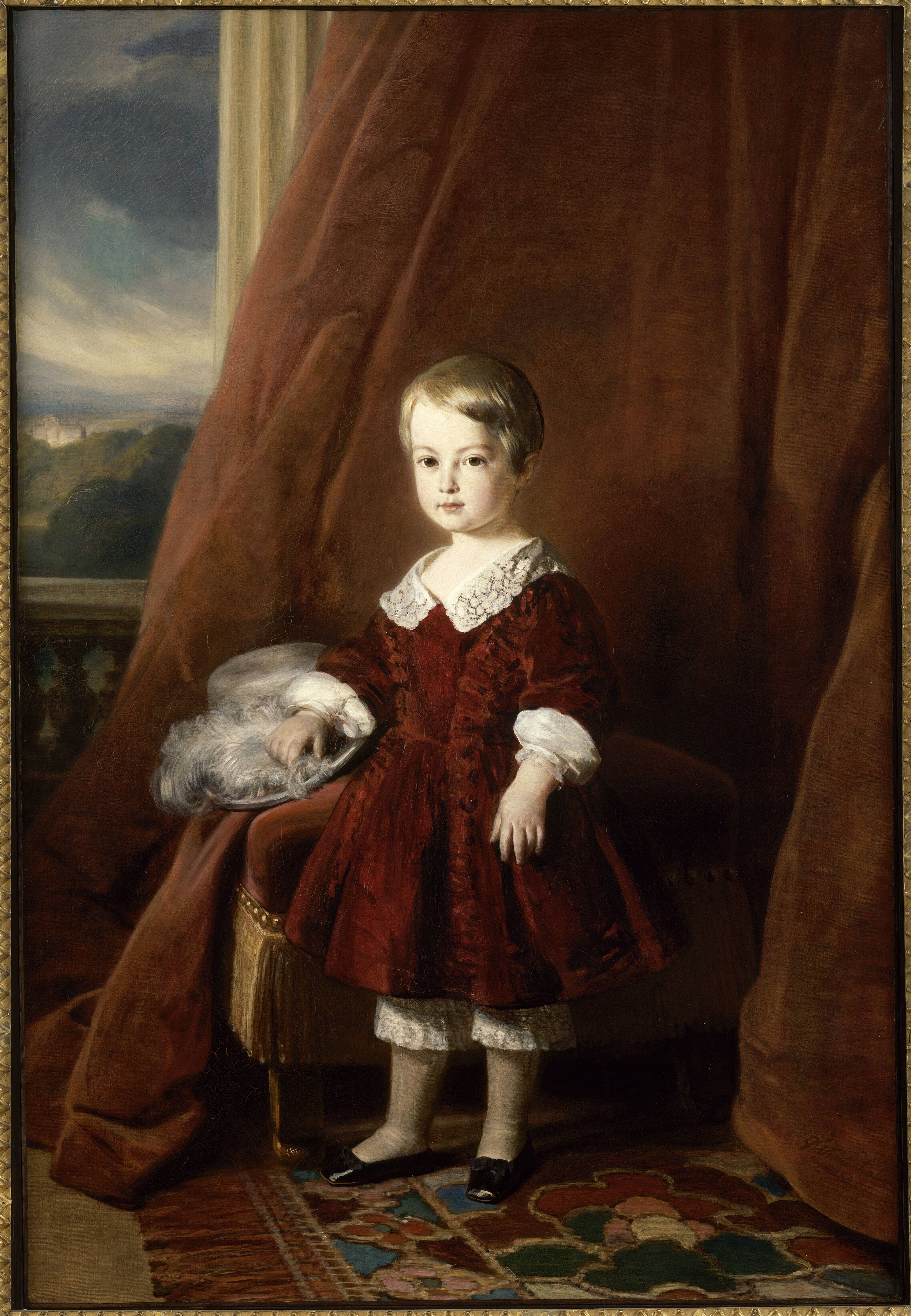
Le jeune Gaston d'Orléans en 1847.

À sa naissance en 1842, le fils aîné du duc de Nemours est titré comte d’Eu par son grand-père le roi Louis-Philippe Ier. En février 1848, le jeune garçon, âgé de 5 ans, fuit la France et les révolutionnaires avec sa famille. Ses parents s'installent alors en Angleterre auprès de l'ex-roi des Français et c'est dans ce pays que Gaston d’Orléans passe ensuite la majorité de son enfance et de son adolescence.
En 1855, à l'âge de 13 ans, Gaston commence sa carrière militaire dans un cours d'artillerie, se terminant à l'École militaire de Ségovie, en Espagne, où il devient capitaine. Il s'était installé en Espagne, après avoir suivi l'orientation de son oncle, Antoine, duc de Montpensier.
Pendant ce temps, au Brésil, l’empereur Pierre II, qui n’a pas de garçon, recherche pour ses filles, Isabelle et Léopoldine du Brésil, des princes européens qui pourraient faire office de mari et assurer ainsi la pérennité du trône brésilien. Avec l’aide de sa sœur, la princesse de Joinville, l’empereur choisit donc comme gendres Gaston d’Orléans et le prince Auguste de Saxe-Cobourg-Kohary (1845-1907), tous deux petits-enfants du roi des Français Louis-Philippe Ier.

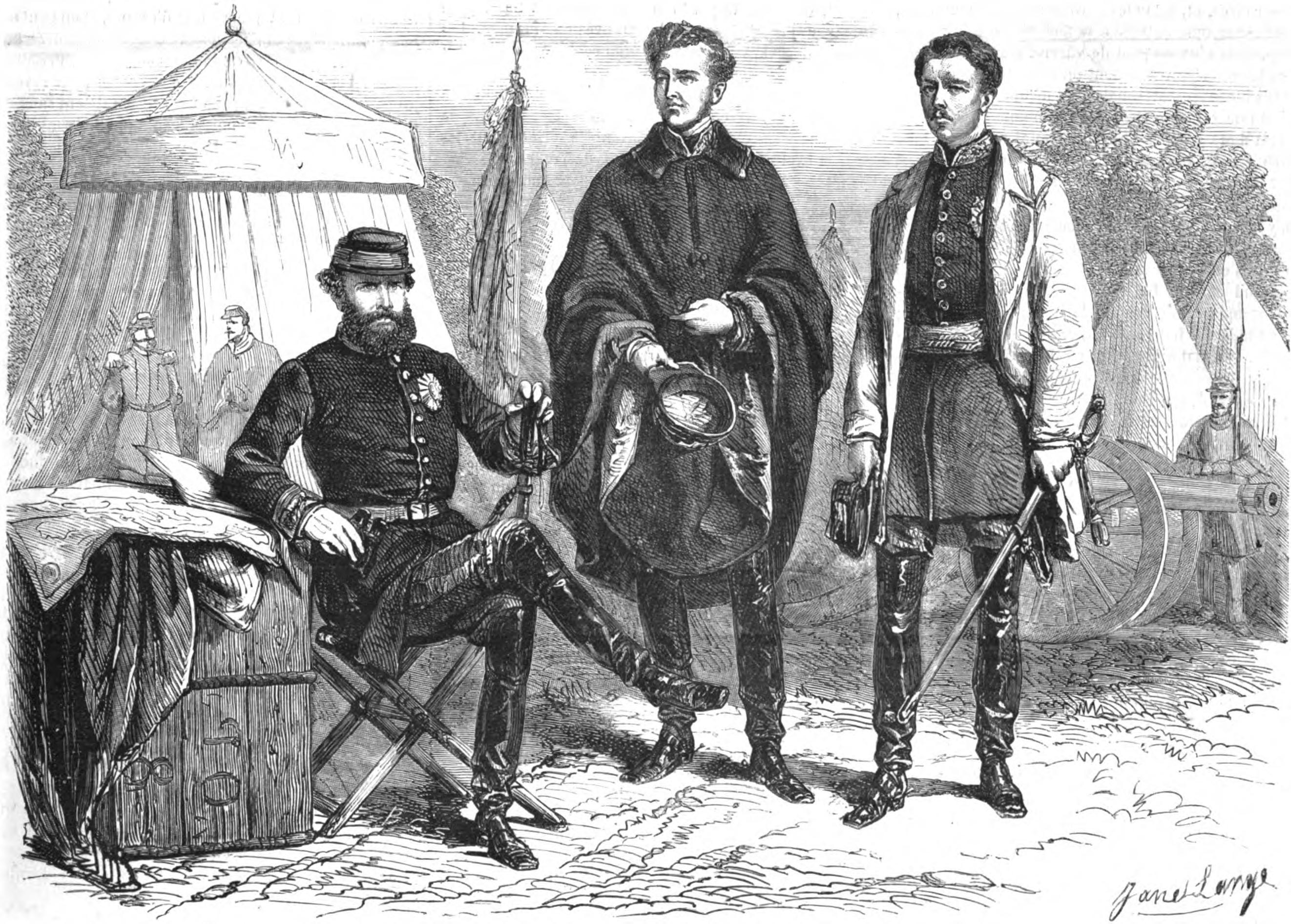
Guerre contre le Paraguay : l'empereur du Brésil et ses deux gendres, le duc de Saxe-Cobourg-Gotha et le comte d'Eu, au camp d'Alegrete (L'Illustration, vol. XLVL, no 1.186, 1865).

Les deux jeunes gens arrivent ensemble au Brésil en 1864 : Gaston, pour épouser Léopoldine et Auguste, pour s’unir à Isabelle. Cependant, les deux princesses prennent la liberté de choisir chacune leur époux et Gaston épouse finalement l’héritière du Brésil.
Naturellement, en Europe, les Orléans regardent ce changement de dernière minute avec bienveillance. Pourtant, d’un point de vue dynastique, le mariage n’est pas sans conséquence. Selon les orléanistes, le comte d’Eu perd en effet ses droits sur la couronne française en devenant étranger.

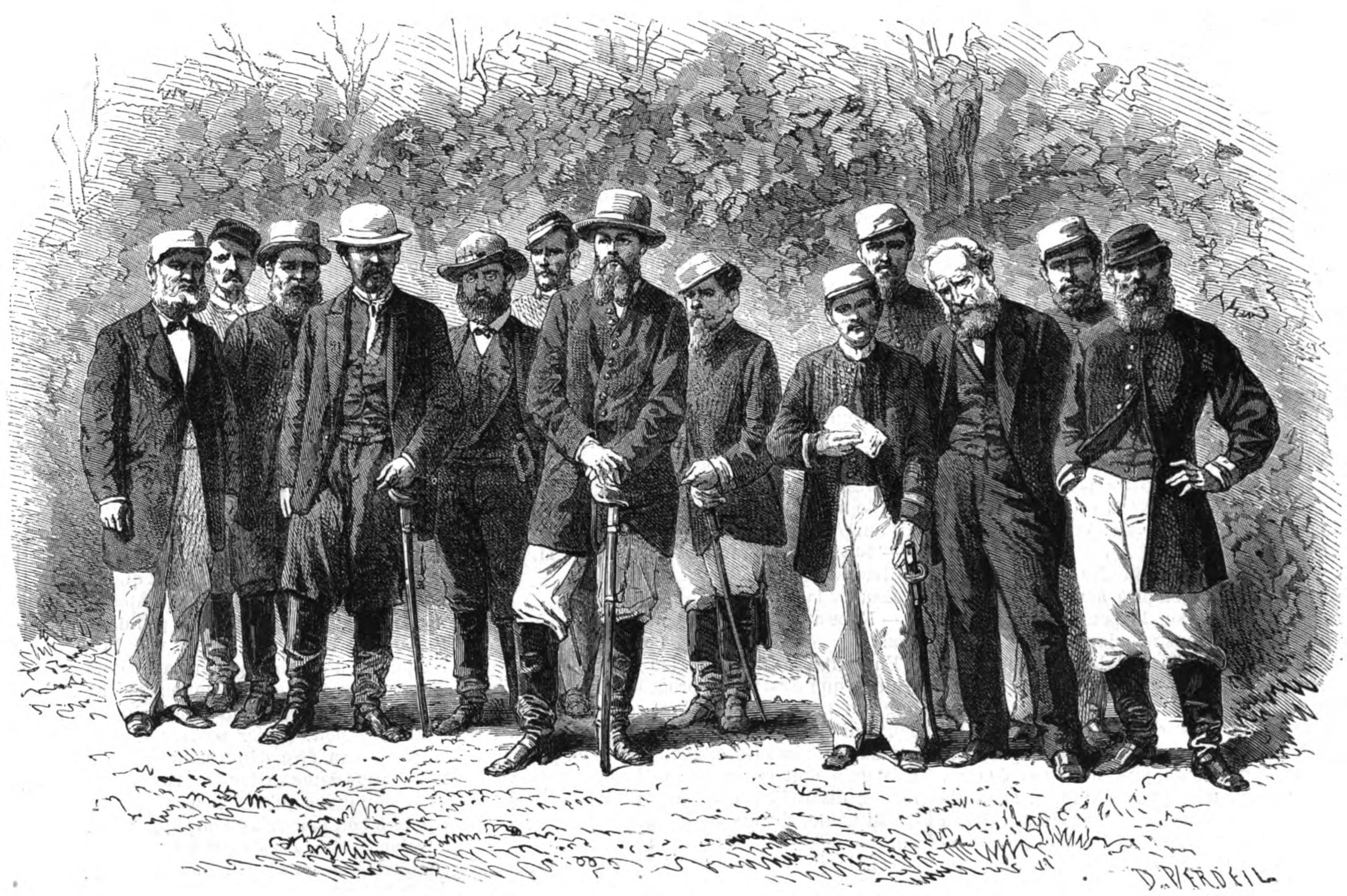
Événements du Paraguay : le comte d'Eu et son état-major (L'Illustration, 1870).

À l'époque du double mariage, le Brésil est en pleine Guerre du Paraguay (1864-1870) et Gaston d'Orléans demande très vite à son nouveau beau-père de participer au combat. Il reçoit alors de l'empereur la dignité de maréchal de l'armée. Cependant, sa condition d'étranger lui interdit de se placer à la tête des troupes brésiliennes et il doit se contenter du commandement de l'artillerie et de la coordination des opérations de Rio de Janeiro. Mais, en 1869, le duc de Caxias, commandant général de l'armée brésilienne, qui considérait que la guerre était militairement terminée tombe malade et Pierre II demande à son gendre de le remplacer pour continuer à détruire les dernières forces paraguayennes jusqu'à la reddition du dictateur Solano López. Le comte d'Eu commande ainsi l'armée brésilienne durant les victoires de Peribebui et de Campo Grande dans une guerre de plus en plus atroce (des vieillards et des enfants sont massacrés lors de la bataille de Nù). Avec la mort de Solano López, à Cerro Cora, le 1er mars 1870, la guerre cesse et le comte d'Eu peut être présenté en vainqueur glorieux à son retour à Rio.
En politique, le comte d'Eu et son épouse sont proches des libéraux, qu'ils considèrent sources de progrès scientifiques, intellectuels et sociaux. Or, la princesse Isabelle obtient à plusieurs reprises, lors des séjours de son père en Europe, la régence du pays (1871-1872, 1876-1877 puis 1887-1889), ce qui permet au couple d'influer sur la vie politique brésilienne.

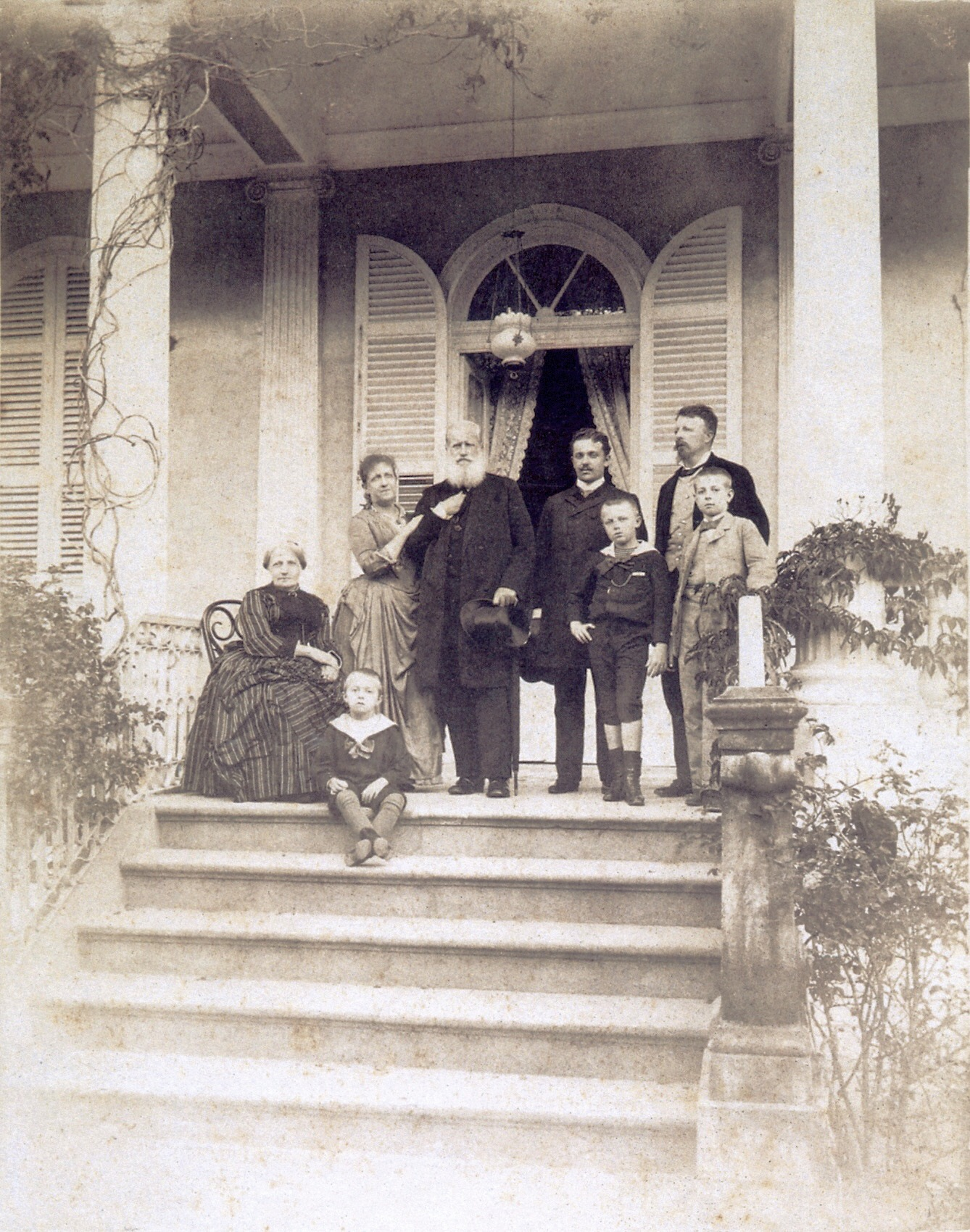
Le comte d'Eu (debout, à droite), avec le reste de la famille impériale brésilienne en 1889 (photo d'Otto Hees).

Le 13 mai 1888, la princesse Isabelle signe ainsi la Loi d'or (Lei Áurea) qui met fin à l'esclavage. Cet événement vaut à l'héritière du trône de recevoir le surnom de « Rédemptrice » mais il détache également les oligarchies caféières de la famille impériale. Le baron de Cotegipe, ministre favorable au maintien de l'esclavage, ne s'y trompe pas lorsqu'il déclare à la princesse : « Votre Altesse a libéré une race mais elle a perdu son trône ».
À peine un an plus tard, le 15 novembre 1889, la république est proclamée au Brésil et la famille impériale doit s'exiler au Portugal puis en Normandie, au château d'Eu.
En 1891, l'empereur Pierre II meurt à Paris et sa fille devient, pour les monarchistes brésiliens, l'« impératrice Isabelle Ire » ; par la même occasion, le comte d'Eu devient alors « empereur consort ». La prétendante à la couronne impériale brésilienne et son mari restent bannis hors de leur pays.
C’est seulement en 1921, alors qu'il est devenu veuf, que le comte d'Eu peut enfin remettre les pieds au Brésil. Il rapatrie, à cette occasion, les corps de ses beaux-parents pour les faire ensevelir dans le mausolée impérial de la cathédrale de Petrópolis.
L'année suivante, le comte d'Eu s'éteint à 80 ans sur le Massilia, le bateau qui devait le ramener au Brésil pour la célébration du centenaire de l'indépendance du pays. Sa dépouille et celle de la princesse Isabelle sont également rapatriées au Brésil le 7 juillet 1953, et inhumées au mausolée impérial de la cathédrale de Petrópolis le 12 mai 1971.

## Famille
Le comte d’Eu est le fils aîné du prince Louis d'Orléans (1814-1896), duc de Nemours, et de son épouse la princesse Victoire de Saxe-Cobourg-Kohary. Par son père, il est le petit-fils du roi des Français Louis-Philippe Ier (1773-1850) et de la reine Marie-Amélie de Bourbon, princesse des Deux-Siciles, tandis que, par sa mère, il descend de Ferdinand de Saxe-Cobourg-Saalfeld (1785-1851) et d’Antoinette de Koháry
Le 15 octobre 1864, Gaston d’Orléans épouse, à Rio de Janeiro, la princesse impériale du Brésil, Isabelle de Bragance (1846-1921), fille aînée et héritière de l’empereur Pierre II du Brésil (1825-1891) et de sa femme Thérèse-Christine de Bourbon, princesse des Deux-Siciles. De cette union, naissent quatre enfants :
- la princesse Luísa Vitória de Orléans e Bragança (1874-1874) ;
- le prince Pedro de Alcântara Luís Filipe Maria Gastão Miguel Gabriel Rafael Gonzaga de Orléans e Bragança (1875-1940), prince du Grão-Para (1875-1891) puis prince impérial[3] (1891-1908), qui épouse en 1908 la comtesse tchèque Elisabeth Dobrzensky de Dobrzenicz (1875-1951). Ce sont les grands-parents du prétendant orléaniste au trône de France, Henri d’Orléans (1933-2019), comte de Paris. Au Brésil, Pierre d’Alcantara est également le fondateur de la branche de Petropolis de la maison d'Orléans-Bragance ;
- le prince Luís Maria Filipe Pedro de Alcântara Gastão Miguel Rafael Gonzaga de Orléans e Bragança (1878-1920), prince impérial[3] (1908), qui s’unit à Marie-Pie de Bourbon-Siciles (1878-1973). Au Brésil, ce sont les ancêtres de la branche de Vassouras de la maison d'Orléans-Bragance ;
- le prince Antônio Gastão Filipe Francisco de Assis Maria Miguel Gabriel Rafael Gonzaga de Orléans e Bragança (1881-1918), sans alliance.

Le mariage ne donne pas au comte d'Eu le titre de prince impérial, que la constitution ne prévoyait pas d'attribuer au mari de l'héritière présomptive de la couronne, et que le traité de mariage ne prévit pas non plus. La princesse Françoise, deuxième sœur de l'empereur Pierre II, intervient néanmoins en 1870 pour que le monarque fasse donner ce titre de prince impérial à Gaston (qui est doublement son neveu par alliance, car Françoise est mariée au prince de Joinville, oncle paternel de Gaston) par les Chambres (la Chambre des députés et le Sénat). Pierre II ne donne pas suite à cette requête : irrité par cette demande de sa sœur, il lui intime de ne pas se mêler de cette question (tu não tens nada que te meter neste negócio).

## Controverse
Ainsi qu'Isabelle d'Orléans-Bragance, comtesse de Paris, le rapporte dans ses souvenirs, son grand-père Gaston d’Orléans n’a jamais vraiment admis la perte de son statut de prince français – qui le privait aussi de tout droit à succéder au trône de France (pour les orléanistes).
Par le pacte de famille des Orléans du 26 avril 1909, les Orléans-Bragance se sont engagés à ne faire valoir aucune prétention à la couronne de France tant qu'il subsisterait des branches françaises de la maison d'Orléans.

## Titulature et décorations

### Titulature
- 28 avril 1842 - 15 octobre 1864 : Son Altesse Royale le prince Gaston d'Orléans, comte d'Eu ;
- 15 octobre 1864 - 5 décembre 1891 : Son Altesse Impériale et Royale le prince Gaston d'Orléans, comte d'Eu, prince impérial consort du Brésil ;
- 5 décembre 1891 - 28 août 1922 : Son Altesse Impériale et Royale le prince Gaston d'Orléans, comte d'Eu, prince du Brésil.

### Décorations
- Grand-croix de l'ordre de Saint-Étienne de Hongrie (empire d'Autriche, 1865)[7]
- Chevalier de l'ordre de Saint-Hubert (royaume de Bavière, 1891)[8]
- Grand-croix de l'ordre de Léopold (royaume de Belgique, 3 février 1868)[7]
- Grand-croix de l'ordre de la Croix du Sud (empire du Brésil, 2 septembre 1864)[7]
- Grand-croix de l'ordre de Pierre Ier (empire du Brésil, 15 octobre 1864)[7]
- Grand-croix de l'ordre de la Rose (empire du Brésil, 15 octobre 1864)[7]
- Grand-croix de l'ordre du Christ (empire du Brésil, 15 octobre 1864)[7]
- Grand-croix de l'ordre impérial de Saint-Jacques de l'Épée (empire du Brésil, 15 octobre 1864)[7]
- Grand-croix de l'ordre de Saint-Benoît d'Aviz (empire du Brésil, 15 octobre 1864)[7]
- Chevalier de l'ordre de la Toison d'Or (royaume d'Espagne, 1881)[9]
- Grand-croix de l'ordre de Charles III (royaume d'Espagne, 4 janvier 1865)[7]
- Chevalier de l'ordre de Saint-Ferdinand (royaume d'Espagne, 6 février 1860)[7]
- Grand-croix de l'ordre national de la Légion d'honneur (République française, 1879)[7]
- Grand-croix de l'ordre du Soleil levant (empire du Japon)[7]
- Grand-croix de l'ordre de l'Aigle aztèque (empire du Mexique, 10 mars 1865)[7]
- Grand-croix de l'ordre de la Tour et de l'Épée (royaume de Portugal, 25 janvier 1865)[7],[10]
- Grand-croix de l'ordre de la Maison ernestine de Saxe (maison de Saxe-Cobourg et Gotha, 1864)[7],[11]

## Publication
- Gaston d'Orléans, comte d'Eu, Viagem militar ao Rio Grande do Sul, Ed. da universidade de São Paulo, Belo Horizonte, Itatiaia, 1981.